# Renaud Pérez
 (janvier 2016).
Si vous disposez d'ouvrages ou d'articles de référence ou si vous connaissez des sites web de qualité traitant du thème abordé ici, merci de compléter l'article en donnant les références utiles à sa vérifiabilité et en les liant à la section « Notes et références ».
Renaud Pérez, né le 2 septembre 1982 à Toulouse, est un joueur de rugby à 15 français qui évolue au poste de troisième ligne aile au sein de l'effectif du Blagnac sporting club rugby (1,83 m pour 94 kg).

## Carrière
- 2005-2007 : Blagnac SCR

## Palmarès
- 2007 : Finaliste Fédérale 1 avec Blagnac sporting club rugby